# Castelbiague
Castelbiague település Franciaországban, Haute-Garonne megyében. Lakosainak száma 243 fő (2022. január 1.). Castelbiague Montgaillard-de-Salies, Montastruc-de-Salies, Saleich és Urau községekkel határos.

## Népesség
A település népességének változása:
| Lakosok száma | 205  | 210  | 205  | 230  | 242  | 256  | 251  | 241  | 241  | 243  |
|               | 1968 | 1982 | 1990 | 2006 | 2013 | 2015 | 2017 | 2019 | 2020 | 2022 |